# سایشی لبی‌دندانی بی‌واک
سایشی لبی‌دندانی بی‌واک یک صامت است که در گفتار برخی از زبان‌های جهان به کار می‌رود. نماد این همخوان در الفبای آوانگاری بین‌المللی ⟨f⟩ است. در فارسی این همخوان با «ف» نشان داده می‌شود. 